# Moerdijk
Moerdijk  è un comune olandese di 36 556 abitanti situato nella provincia del Brabante Settentrionale.